# Saint-Affrique-les-Montagnes
Saint-Affrique-les-Montagnes település Franciaországban, Tarn megyében. Lakosainak száma 750 fő (2022. január 1.). Saint-Affrique-les-Montagnes Escoussens, Labruguière, Navès, Verdalle és Viviers-lès-Montagnes községekkel határos.

## Népesség
A település népessége az elmúlt években az alábbi módon változott:
| Lakosok száma | 814  | 762  | 771  | 729  | 725  | 723  | 733  | 742  | 750  |
|               | 2013 | 2015 | 2016 | 2017 | 2018 | 2019 | 2020 | 2021 | 2022 |